# Sphaeriodesmus isolatus
Sphaeriodesmus isolatus är en mångfotingart som beskrevs av Chamberlin 1940. Sphaeriodesmus isolatus ingår i släktet Sphaeriodesmus och familjen Sphaeriodesmidae. Inga underarter finns listade i Catalogue of Life.